# Euryoryzomys russatus
Euryoryzomys russatus är en däggdjursart som först beskrevs av Wagner 1848.  Euryoryzomys russatus ingår i släktet Euryoryzomys och familjen hamsterartade gnagare. Inga underarter finns listade i Catalogue of Life.
Arten listades en längre tid i släktet risråttor. Den är nära släkte med Euryoryzomys emmonsae och Euryoryzomys macconnelli.
Vuxna exemplar är 112 till 185 mm långa (huvud och bal) och har en 105 till 195 mm lång svans. Den orangeröda pälsen på ovansidan är tydig avgränsad mot den ljusgraa till vita pälsen på undersidan. Kraniet är robust och randen av kindtänder är lång jämförd med andra släktmedlemmar. Arten har en diploid kromosomuppsättning med 76 kromosomer (2n=76).
Denna gnagare förekommer i sydöstra Brasilien samt i angränsande regioner av Paraguay, Uruguay och Argentina. Den lever i skogar i låglandet samt i galleriskogar och i savannlandskapet Cerradon.
Individerna lever i 0,16 till 1,12 hektar stora revir. Honor kann para sig under alla årstider och per år förekommer upp till 6 kullar. Denna gnagare bygger bon av blad och gräs som liknar ett ägg i formen. Boet göms mellan trädens rötter och under träbitar som ligger på marken.
Beståndet hotas regionalt av landskapsförändringar. Hela populationen anses vara stabil. IUCN listar arten som livskraftig (LC).